# Markasjön, Uppland
Markasjön är en sjö i Östhammars kommun i Uppland och ingår i Olandsåns huvudavrinningsområde. Sjön har en area på 0,173 kvadratkilometer och ligger 6 meter över havet. Sjön avvattnas av vattendraget Stängseldiket.

## Delavrinningsområde
Markasjön ingår i det delavrinningsområde (668744-163399) som SMHI kallar för Mynnar i Olandsån. Medelhöjden är 11 meter över havet och ytan är 58,48 kvadratkilometer. Det finns inga avrinningsområden uppströms utan avrinningsområdet är högsta punkten. Stängseldiket som avvattnar avrinningsområdet har biflödesordning 2, vilket innebär att vattnet flödar genom totalt 2 vattendrag innan det når havet efter 8,9 kilometer. Avrinningsområdet består mestadels av skog (55 procent) och jordbruk (28 procent). Avrinningsområdet har 0,44 kvadratkilometer vattenytor vilket ger det en sjöprocent på 0,8 procent. Bebyggelsen i området täcker en yta av 0,43 kvadratkilometer eller 1 procent av avrinningsområdet.